# Antoni Fuster Banús
Antoni Fuster Banús (al registre civil consta com Antoni Fusté Banús, Reus 18 de maig de 1866 - 8 de març de 1950) conegut com a senyor Antonet, pare d'Antoni Fuster Valldeperes, era un pintor aquarel·lista català.
Va ser deixeble d'Aleix Clapés i Puig quan va tenir el seu taller a Reus i també alumne de Domènec Soberano i de Josep Tapiró i Baró. Va ser un aquarel·lista notable que va representar principalment paisatges de Reus i Tarragona i les marines de Salou. Va ser un dels primers socis de l'Agrupació d'Aquarel·listes de Catalunya. A la seva mort va deixar una col·lecció de dibuixos a la ploma dels carrers de Reus, que a més de ser peces d'art, són també una guia de com era la ciutat el primer terç del segle xx. Va fer diverses exposicions a Reus, Barcelona i Madrid. Va ser mestre d'alguns pintors reusencs, com ara Ceferí Olivé, Josep Cusiné i Francesc Torné. La ciutat de Reus li va dedicar un carrer.